# Света Луција на Светском првенству у атлетици у дворани 2014.
Света Луција је учествовала на Светском првенству у атлетици у дворани 2014. одржаном у Сопоту од 7. до 9. марта пети пут . Репрезентацију Свете Луције представљала је једна атлетичарка која се такмичила у једној дисциплини.,
На овом првенству Света Луција није освојила ниједну медаљу, али оборен је национални рекорд у скоку увис. У табели успешности (према броју и пласману такмичара који су учествовали у финалним такмичењима (првих 8 такмичара}} Света Луција је са једном учесницом у финалу делила 48. место са 2 бода.
| Плас. | Земља        | 1. место | 2. место | 3. место | 4. место | 5. место | 6. место | 7. место | 8. место | Бр. финал. | Бод. |
| ----- | ------------ | -------- | -------- | -------- | -------- | -------- | -------- | -------- | -------- | ---------- | ---- |
| =48.  | Света Луција | 0        | 0        | 0        | 0        | 0        | 0        | 1        | 0        | 1          | 2    |

## Учесници
Жене:
- Леверн Спенсер — Скок увис

## Резултати

### Жене
| Атлетичарка    | Дисциплина | Лични рекорд | Квалификације | Квалификације | Финале   | Финале | Детаљи |
| Атлетичарка    | Дисциплина | Лични рекорд | Резултат      | Место         | Резултат | Место  | Детаљи |
| -------------- | ---------- | ------------ | ------------- | ------------- | -------- | ------ | ------ |
| Леверн Спенсер | Скок увис  | 1,92 НР      | 1,95 НР       | =4 кв         | 1,94     | 7 / 17 |        |